# Hovedøya
Hovedøya oder Hovedøen ist eine Insel im Oslofjord unweit des Stadtzentrums von Oslo in Norwegen. Ein Großteil der ca. 4,7 Hektar großen Insel ist Naturschutzgebiet, in dem die höchste Erhebung 43,4 moh. erreicht. Neben mehreren Badestellen befindet sich auf der Ostseite der Insel ein großer Yachthafen. Über eine Personenfähre ist die Insel mit dem Stadtzentrum von Oslo verbunden.

## Name
Der Name besteht aus dem altnordischen Wort «hǫfuđ», was «Kopf» bedeutet und dem Wort «øya» für Insel. Die Namensgebung bezieht sich auf den kopfähnlichen Hügel im Osten der Insel.

## Geschichte
Das älteste bekannte Gebäude auf der Insel war eine Kirche mit unbekanntem Baujahr, die dem angelsächsischen Heiligen St. Edmund gewidmet war. Es wird vermutet, dass die Kirche englischen Händlern auf der Durchreise nach Oslo diente. Von 1147 bis 1532 befand sich auf der Insel das Kloster Hovedøya, ein Zisterzienserkloster, dessen Ruinen bis heute erhalten sind. Mit der Auflösung der norwegischen Klöster im Zuge der Reformation, wurde auch das Kloster Hovedøya aufgelöst und niedergebrannt. Steine des Klosters wurden unter anderem zum Ausbau der Festung Akershus verwendet.
In den folgenden Jahrhunderten diente die Insel immer wieder als strategisch günstig gelegene Kanonenstellung oder Teil der Stadtbefestigung von Oslo. Von 1872 bis 1931 befand sich auf der Insel eine Quarantänestation für erkrankte Seeleute, um diese und ihre möglicherweise ansteckenden Krankheiten von der Stadt Oslo fernzuhalten. Während des Zweiten Weltkriegs errichteten die deutschen Besatzer ein großes Barackenlager, um Soldaten einzuquartieren. Nach dem Krieg entstand in den Baracken ein Internierungslager für Frauen, die während des Krieges Verbindungen zum ehemaligen Feind unterhielten. Von diesen sogenannten Tyskertøsen waren bis April 1946 insgesamt rund 1100 auf der Insel interniert. Bis Anfang der 1950er Jahre lebten noch etwa 150 Familien auf Hovedøya, auf der sich auch ein Geschäft, eine Post und eine Schule befanden. Als die Kommune im Jahr 1952 die Insel für 4 Millionen NOK vom norwegischen Staat erwarb, ließ die Gemeinde die Barackenstadt abreißen und widmete Hovedøen zur Nutzung als Naherholungsgebiet.

## Natur
Die gesamte Insel ist seit 2006 als Hovedøya Landskapsvernområde (Landschaftsschutzgebiet) geschützt. Die weitgehend unbebauten östlichen und westlichen Teile der Insel sind zudem als Naturschutzgebiete besonders geschützt.
Auf der Insel gibt es eine besonders reiche Flora, die von der geschützten Lage der Insel im Oslofjord und ihrem kalkhaltigen Boden profitiert. Die Insel beherbergt unter anderem die nördlichsten Vorkommen von Berg-Klee, Wiesen-Kuhschelle und Hartmans Segge, sowie seltene Pflanzen wie Nordischer Drachenkopf, Kleiner Mäuseschwanz und der nur im Oslofjord beheimatete Saxifraga osloensis (Oslo-Steinbrech). Insgesamt wurden auf der Insel seit Beginn der Zählungen um 1850 bis heute 498 verschiedene Gefäßpflanzen gezählt, von denen allerdings 49 als von der Insel verschwunden gelten.

## Galerie

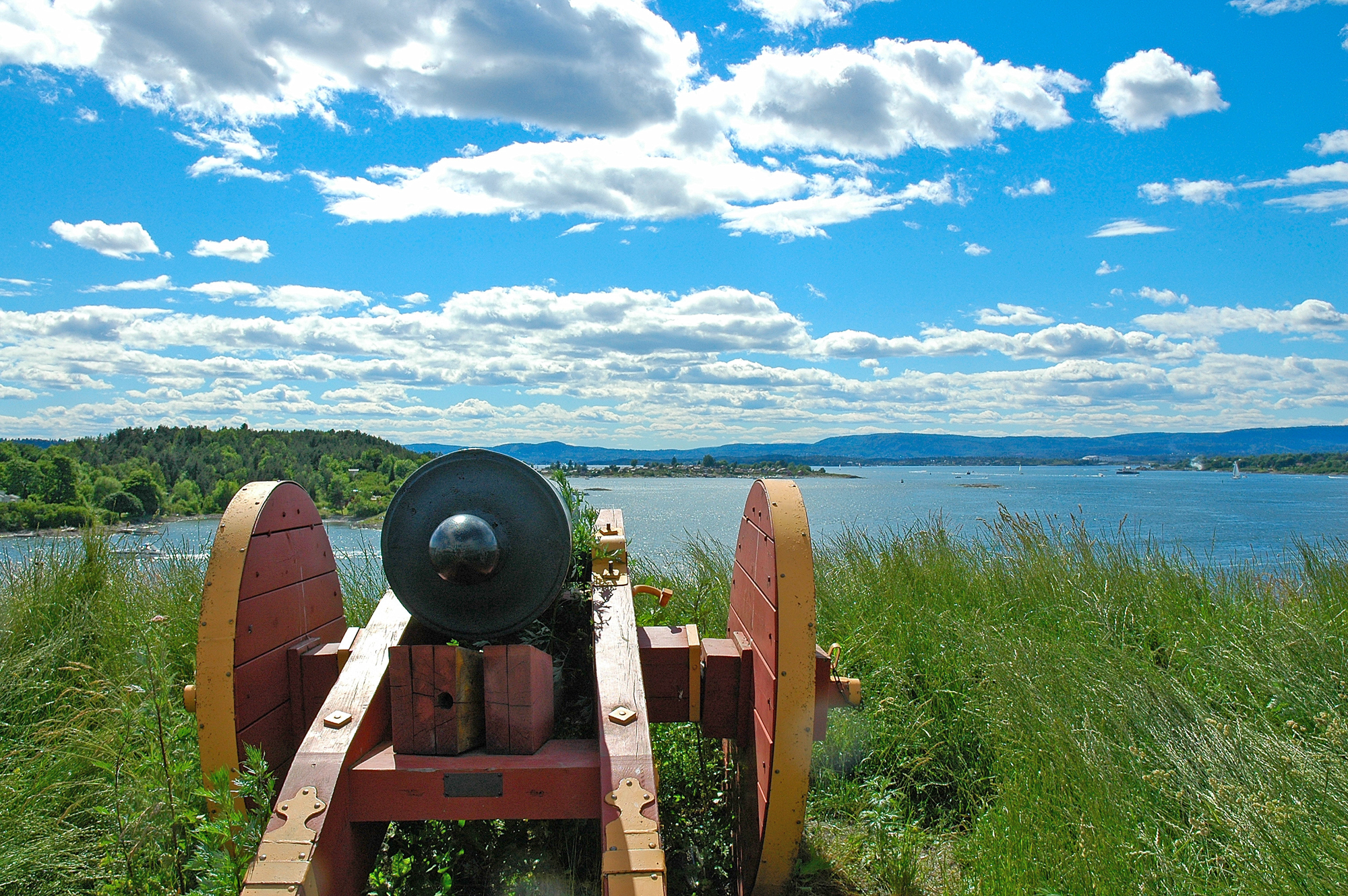
Alte Verteidigungsanlagen
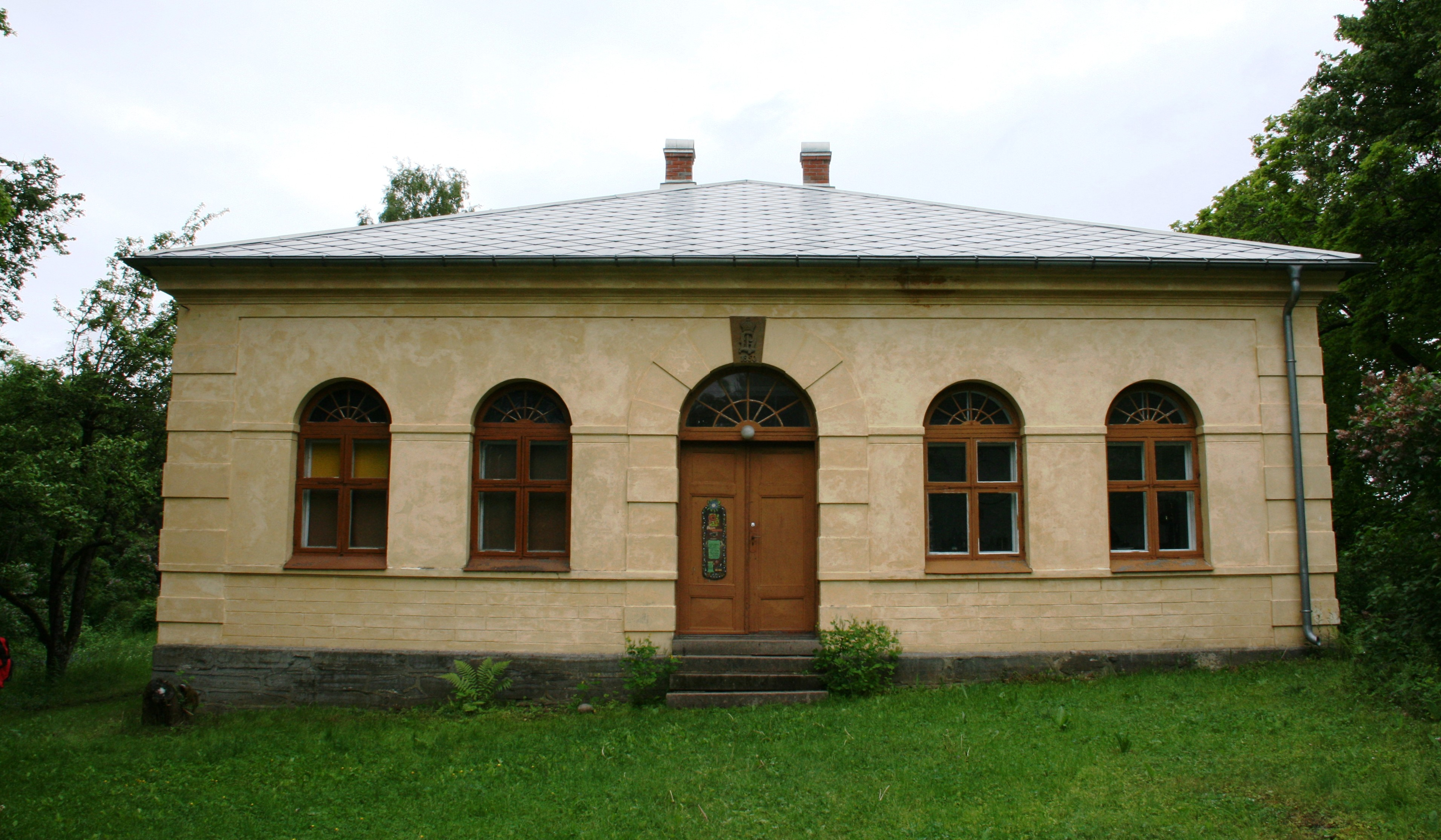
Haus des Kommandanten von 1850 bis 1851
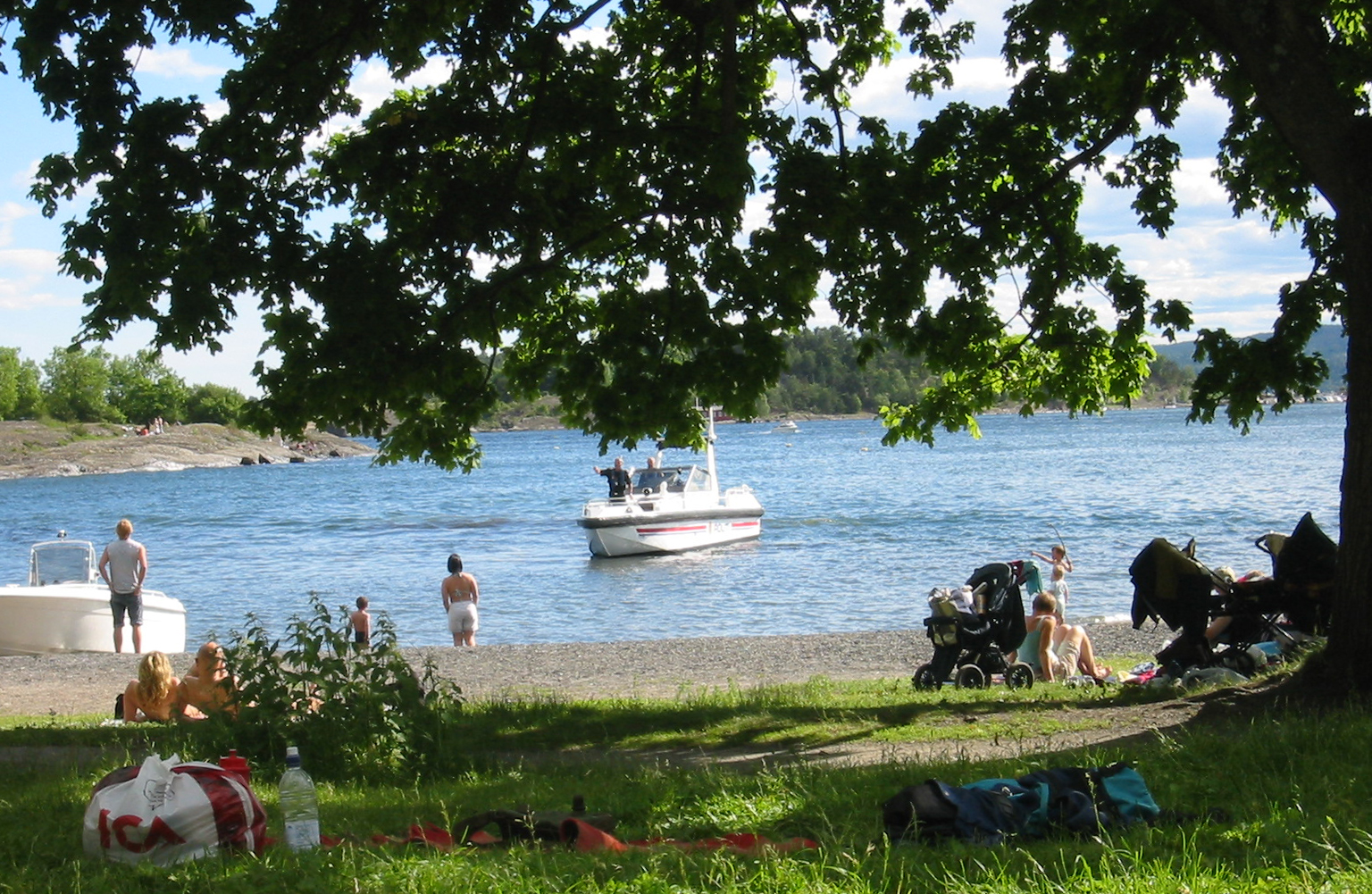
Am Strand von Hovedøya
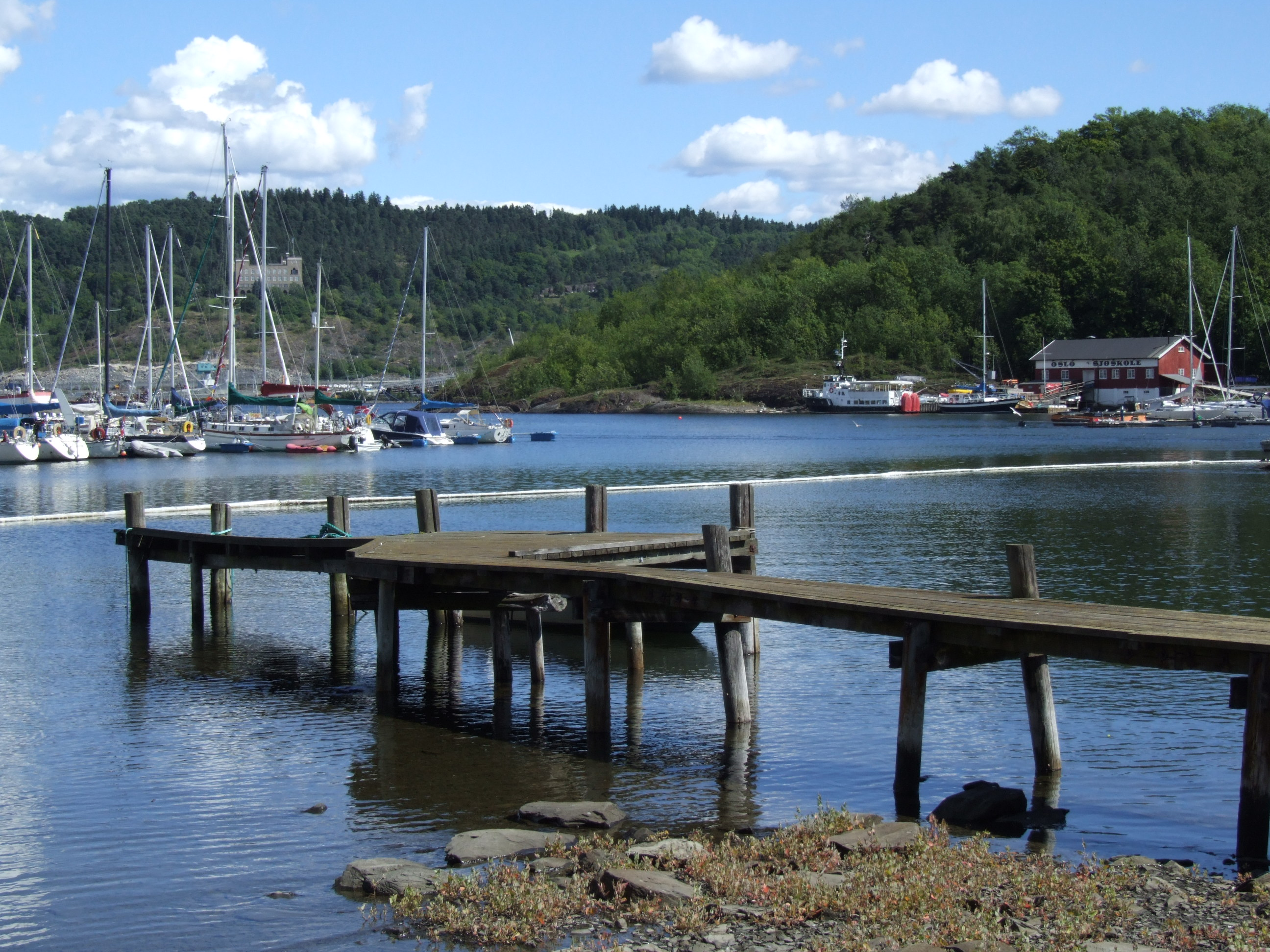
Marina
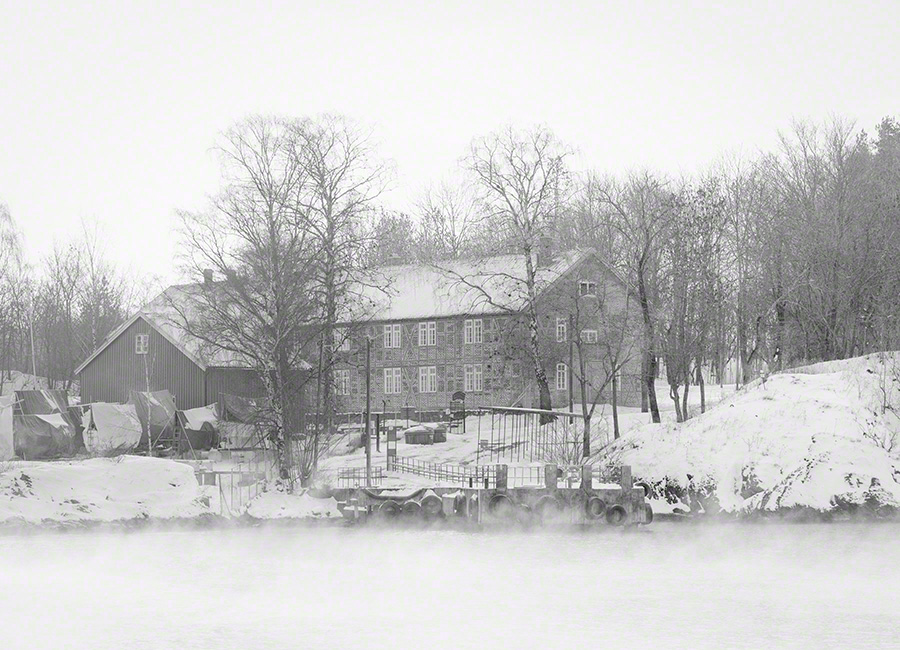
Lavetthuset